# Kattilankalla
Kattilankalla är en ö i Finland. Den ligger i Bottenviken och i kommunen Uleåborg i den ekonomiska regionen  Uleåborgs ekonomiska region i landskapet Norra Österbotten, i den norra delen av landet. Ön ligger omkring 27 kilometer nordväst om Uleåborg och omkring 550 kilometer norr om Helsingfors.
Öns area är 3,6 hektar och dess största längd är 410 meter i öst-västlig riktning.